# Aksu (zdrojnice Tarimu)
Aksu (ujgursky ئاقسۇ دەرياسى‎, transliterováno Aqsu deryasi; čínsky pchin-jin: Ākèsù hé, znaky: 阿克蘇河; z turkického Ak-Suu, tedy bílá voda) je řeka v provincii Sin-ťiang v Číně a v Issyk-Kulské oblasti v Kyrgyzstánu. V Kyrgyzstánu je nazývaná Sarydžaz (kyrgyzsky Сарыжаз). Délka toku je 282 km, z toho 197 v Kyrgyzstánu. Aksu je nejvodnější a jedinou perenní zdrojnicí řeky Tarim, které dodává 70 - 80 % vody. Zdroj vody je převážně ledovcový, v povodí se nacházejí velké ledovce centrálního Ťan-šanu, jako je například Inylček.

## Průběh toku
Vzniká výtokem z ledovce Semjonova v hřbetu Sarydžaz. Odtud teče nejprve západním směrem, po soutoku s řekou Ottuk se obrací k jihu a několika průlomy se dostává skrz hřbety centrálního Ťan-Šanu. Po výtoku z hor do Tarimské pánve se obrací k jihovýchodu a u města Aksu se do ní vlévá pravostranný přítok Tauškandarja (Toxkan) a řeka se větví na mnoho ramen. Soutokem s řekami Jarkend a Chotan tvoří řeku Tarim.